# (26090) Monrovia
(26090) 1986 PU1 est un astéroïde de la ceinture principale découvert en 1986.

## Description
(26090) 1986 PU1 a été découvert le 1er août 1986 à l'observatoire Palomar, situé au nord de San Diego en Californie, par Marian Rudnyk.

### Caractéristiques orbitales
L'orbite de cet astéroïde est caractérisée par un demi-grand axe de 2,40 UA, un périhélie de 1,92 UA, une excentricité de 0,20 et une inclinaison de 1,97° par rapport à l'écliptique. Du fait de ces caractéristiques, à savoir un demi-grand axe compris entre 2 et 3,2 UA et un périhélie supérieur à 1,666 UA, il est classé, selon la JPL Small-Body Database, comme objet de la ceinture principale.

### Caractéristiques physiques
(26090) 1986 PU1 a une magnitude absolue (H) de 15,2 et un albédo estimé à 0,355.